# Оскерко, Гервазий Людвик
 Гервазий Людвик Оскерко (1700—1771) — государственный деятель Великого княжества Литовского, староста гродский мозырьский (с 1724), чашник великий литовский (1748—1764), референдарий великий литовский (1764—1771).

## Биография
Представитель литовского шляхетского рода Оскерко герба «Мурделио». Сын каштеляна новогрудского Антония Оскерко (ок. 1670—1734) и Софии Календы. Братья — Рафаил Алоизий, Михаил Стефан, Казимир Мацей, Марцин Теодор и Богуслав Леопольд Оскерки.
Избирался послом (депутатом) на сеймы в 1724, 1726, 1733, 1740, 1744, 1746, 1748, 1750, 1752, 1760, 1764 и 1766 годах.
В 1733 году он был избран полковником Мозырьского повета и подписал элекцию короля Станислава Лещинского. Принимал активное участие в борьбе арендаторов «Нойбургских имений» против Радзивиллов. В 1737 году был избран депутатом и стал кандидатом на должность маршалка главного трибунала ВКЛ, но был избран маршалком казенного трибунала.
С начала 1740-х годов он сотрудничал с Сапегами и Чарторыйскими. Перед трибуналом ВКЛ в 1743 году Гервазий Людвик Оскерко считался общим кандидатом Чарторыйских и Сапег на должность маршалка литовского трибунала. Помог ловчему ВКЛ Михаилу Антонию Сапеге быть избранным депутатом в Мозыре и стать маршалком литовского трибунала.
В конце августа 1743 года князья Чарторыйские перед попыткой создания антикоролевского рокоша в ВКЛ собрали на совещание в Волчине своих сторонников, среди которых был и Гервазы Людвик Оскерко. В 1747 году он рассматривался как возможный кандидат на пост маршалка Трибунала ВКЛ 1748 года. Пользовался даже поддержкой недружественных ему Радзивиллов, но отказался претендовать на должность.
В 1752-1756гг. в Гродно проходили заседания Задворно-асессорского Литовского суда по делу Гервазия Людвига Оскерко с князем Геронимом Флорианом Радзивиллом, об установлении границ между имениями Веркалы и Греск и захвате земель и лесов крестьянами Радзивилла.
Поддерживал программу Чарторыйских по реформе государственного устройства. Находился среди их сторонников и после разрыва Чарторыйских с королевским двором. В мае 1764 года Гервазий Людвик Оскерко был послом Генеральной конфедерации ВКЛ в Санкт-Петербург для обеспечения российской поддержки князьям Чарторыйским и их кандидату на престол Станиславу Августу Понятовскому.
В 1768 году Гервазий Людвик Оскерко выступал против призыва российских войск в Речь Посполитую для борьбы против Барской конфедерации.

## Семья
Жена — Тереза Тизенгауз, дочь великого литовского писаря Михаила Бенедикта Тизенгауза. Их дети:
- Людвик
- Игнацы
- Кароль Гервазий
- Констанция Мария, жена конюшего ВКЛ Доминика Александровича
- Каролина Элеонора, жена старосты жемайтского Антония Онуфрия Гелгуда
- Аниела Анна, жена Яна Зелинского.